# Shikokuconocephalopsis ishizuchiensis
Shikokuconocephalopsis ishizuchiensis is een rechtvleugelig insect uit de familie sabelsprinkhanen (Tettigoniidae). De wetenschappelijke naam van deze soort is voor het eerst geldig gepubliceerd in 1987 door Kano & Kawakita.